# القمة العربية 1976 (الرياض)
القمة العربية 1976 أو مؤتمر الرياض 1976 عقد في الرياض في 16 أكتوبر/ تشرين الأول 1976، بمبادرة من السعودية والكويت، لبحث الأزمة في لبنان ودراسة سبل حلها. وهو مؤتمر طارئ ضم ست دول عربية فقط هي: السعودية، ومصر، وسوريا، والكويت، ولبنان، ومنظمة التحرير الفلسطينية. ولم يصدر عن المؤتمر بيان ختامي. ومن قراراته:
- وقف إطلاق النار والاقتتال نهائيا في كافة الأراضي اللبنانية والتزام جميع الأطراف بذلك.
- تعزيز قوات الأمن العربية الحالية لتصبح قوات ردع داخل لبنان. وإعادة الحياة الطبيعية إلى لبنان.
- التعهد العربي، وتأكيد منظمة التحرير الفلسطينية على احترام سيادة لبنان ووحدته.
- توجيه الحملات الإعلامية بما يكرس وقف القتال وتحقيق السلام وتنمية روح التعاون والإخاء بين جميع الأطراف. والعمل على توحيد الإعلام الرسمي.

من نفس العام والشهر والتاريخ
مؤتمر القاهرة- 1976
عقد في القاهرة في 25 أكتوبر/ تشرين الثاني 1976 وحضرته أربع عشرة دولة لاستكمال بحث الأزمة اللبنانية التي بدأت في المؤتمر السداسي في الرياض.
وقد صدر عن المؤتمر بيان ختامي وردت فيه مجموعة من القرارات أهمها:
- الترحيب بنتائج أعمال مؤتمر الرياض السداسي، والمصادقة على قراراته.
- أن تساهم الدول العربية كل حسب إمكانياتها في إعادة إعمار لبنان.
- تعهد متبادل في عدم التدخل في الشؤون الداخلية لأي بلد عربي.
- إنشاء صندوق لتمويل قوات الأمن العربية في لبنان. - مناشدة دول العالم إدانة العدوان الإسرائيلي.